# مسجد جامع (گیرنه)
مسجد جامع (گیرنه) (به ترکی آذربایجانی: Cümə məscidi Girnə) مسجدی می‌باشد که، در پیکره «ایلان داغ»، روی تپه ای در روستای «کیرنا» شهرستان «جولفا» بنا شده است. فقط خرابه‌های مسجد تا به حال به جای مانده است.

## دربارهٔ مسجد
برخی از کارشناسان بر این باورند که این ساختمان آرامگاهی بوده است که در بدو بامش با گنبدی چادرمانند پوشانیده شده بود؛ ولی با توجه به اندازه و طرحش نمی‌شود این بنا را آرامگاه خواند. هرگز آرامگاهی به این اندازه در آذربایجان ساخته نشده است. تمامی ویژگی‌های این اثر، شباهت‌های فراوانی را با آثاری واقع در آذربایجان که در دوران سلجوقیان بنا شده‌اند، دارا می‌باشد.
با وجود اینکه کتیبه ای راجع به تاریخ ساخت این مسجد تا تاکون باقی نمانده است، ولی با توجه به سبک و سیاق معماری و وجود شباهت‌های زیادی با آثار ساخته شده در عهد سلجوقیان می‌توان مسجد گیرنه را به قرن ۱۲ نسبت داد.